# Dominik leszboszi uralkodó
Dominik (megh. 1458.) Leszbosz ötödik, utolsó előtti uralkodója 1455 és 1458 között.

## Élete
Édesapja I. Teodór leszboszi uralkodó, édesanyja Orietta Doria genovai nemesasszony. Már 1449-től segítette apját Leszbosz irányításában, mert Teodórt a betegsége az ágyhoz kötötte. Dominik bölcs és békés természetű volt. Apja már haldoklott, amikor egy török flottilla jelent meg a leszboszi partoknál. A parancsnokot jelentős ajándékkal vesztegette meg, hogy álljon el az inváziótól. II. Mehmed oszmán szultán Teodór meghódolását kérte, de Teodór meghalt.
Dominik egyre kisebb területre szorult össze, Leszboszon kívül Thászosz, Lemnosz, Imbrosz és Szamothraké szigetek, illetve Fokaia gyarmatváros volt a kezükön. Miklós öccsét Lemnosz élére állította kormányzónak, másik testvére III. Ferenc néven Thászosz arkhónja volt.
Dominik megpróbált közeledni II. Mehmed felé és diplomatáját, Dukász történetírót Drinápolyba küldte köszönteni a szultánt. Amikor Mehmed tudomására jutott, hogy Teodór meghalt és Dominik lett a sziget arkhónja, rettenetes haragra gerjedt, mert úgy vélte a sziget feletti hatalom őt illetné meg. A pattanásig feszült helyzetben Mehmed semmilyen tárgyalást nem volt hajlandó Dominikkal folytatni, mire Thászosz átadásával és 4000 aranydukát fizetésével próbálták meg Mehmedet kiengesztelni. Ennek ellenére Leszbosz és az Oszmán Birodalom között a feszültség nem csökkent, sőt a Junusz pasa vezette török flotta elfoglalta Fokaiát 1455. október 31-én, amelyet a Genovai Köztársaság, a leszbosziak fő pártfogója is súlyos veszteségként élt meg. A szigetet rendre érték anatóliai kalózok támadásai, amelyek a kereskedelmet (Leszbosz fő bevételi forrását) is bénították.
Dominik szorult helyzetében hűséget fogadott Mehmednek, de az Oszmán Birodalom tántoríthatatlan célja maradt, hogy a szigetet magához csatolja, mert közvetlen közelében feküdt. Dominik esélyeit tovább rontotta galád, hataloméhes öccsének, Miklósnak az üzelmei is, aki a lemnosziakat lázadásra ingerelte és a törököket is bátyja ellen uszította. A török flotta folytatta az inváziót és 1456. január 24-én elfoglalták Enoszt, amelyet Dominik unokatestvérének, II. Teodórnak el kellett hagynia. A török megszállta Imbroszt és Szamothrakét is, mígnem megérkezett a pápai állam flottája Trevisói Lajos aquileiai pátriárka vezetésével Leszbosz segítségére. A pápai hajóhad visszafoglalta ugyan Imbroszt, Thászoszt és Szamothrakét, de nem állította vissza a leszboszi uralmat, hanem a római egyházfő nevében birtokba vette a területeket. Ez még jobban feldühítette Mehmedet, aki Dominikot tette mindezért felelőssé. 1457 augusztusában a török flotta megjelent Leszbosznál Izmail tengernagy vezetésével, de a mitilíni helyőrség és a pápai flotta sikeresen megvédte a szigetet, ezért Izmail kénytelen volt augusztus 9-én visszavonulni.
Amint a törökök eltávoztak Leszboszról, a pápai flotta is visszavonult, ami felháborította Dominikot, úgy érezvén, hogy cserben hagyták. Uralma már nem tartott sokáig, mert Miklós öccse megdöntötte a hatalmát, börtönbe zárta, ahol megfojtották.
Felesége Maria Giustiniani-Longo volt, gyermekük nem született.